# Jrarat, Shirak
Jrarat là một đô thị thuộc tỉnh Shirak, Armenia. Dân số ước tính năm 2011 là 1252 người.